# 库班哥萨克

库班哥萨克旗

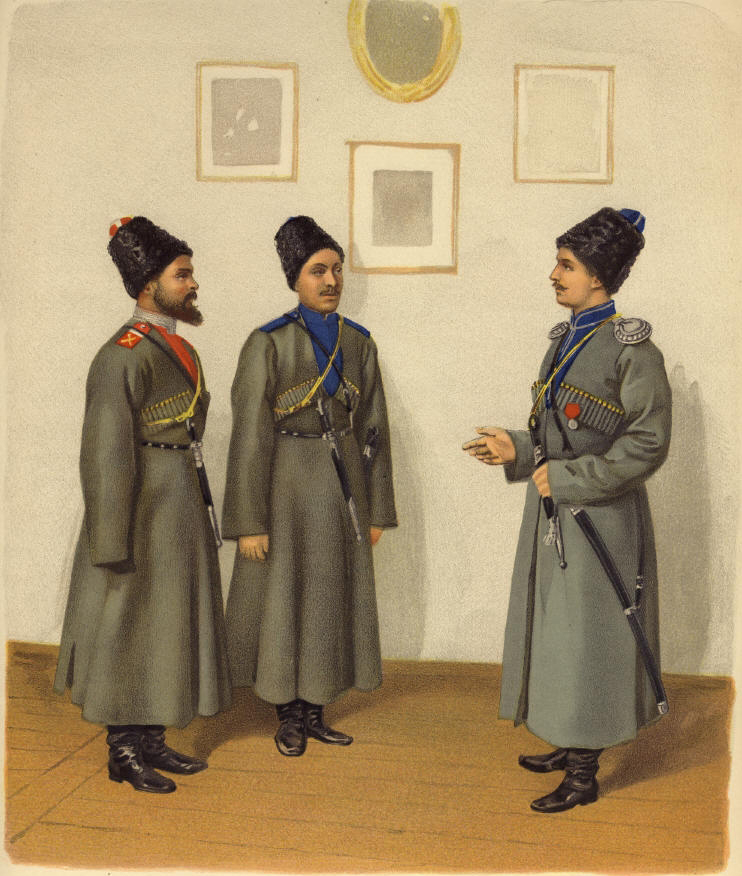
1900年的库班哥萨克，着装类似突厥人，头戴土耳其毯帽

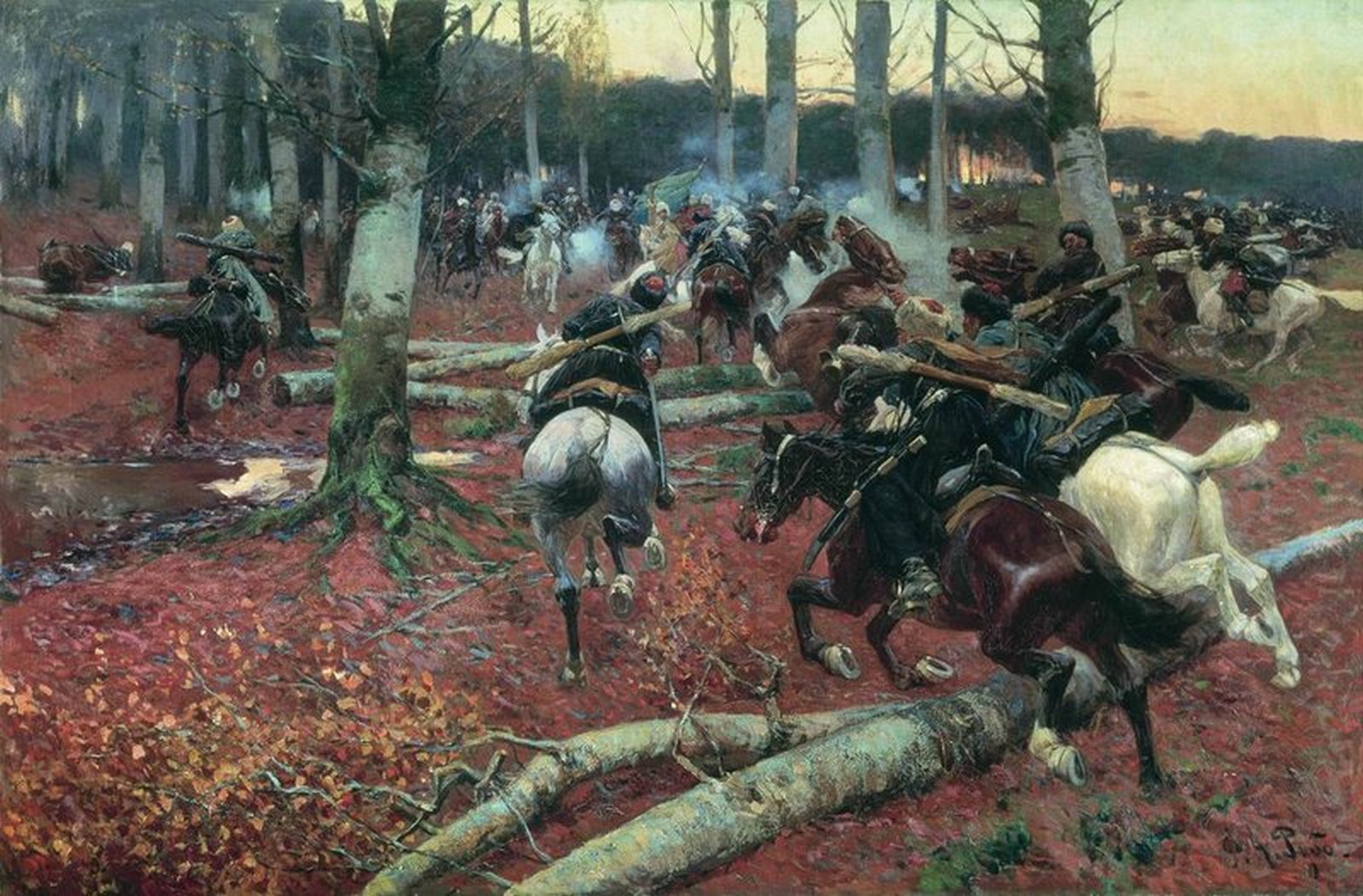
当库班哥萨克在战场上

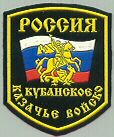
俄罗斯联邦库班哥萨克臂章

库班哥萨克是居住在俄罗斯帝国库班州的哥萨克。大部分库班哥萨克的祖先来自两支18世纪晚期迁至北高加索地区的哥萨克。库班哥萨克西部军（管辖塔曼半岛及其东北部毗邻地区）是由乌克兰扎波罗热哥萨克的黑海哥萨克军组成的。东部军及东南军由1777年从顿河流域迁来的高加索线哥萨克军组成。
库班哥萨克的建制、库班哥萨克军队及其行政部门组成了库班哥萨克这一整体。这一建制从1860年延续至1918年。俄罗斯内战期间，库班哥萨克建立了库班人民共和国并在内战的南部纷争中扮演了关键角色。第二次世界大战中，库班哥萨克同时为苏联红军及德国国防军服务。1990年，俄罗斯政府再次设置了库班哥萨克军。

## 历史
尽管在库班哥萨克人来到他们的居住地之前就有哥萨克人在当地居住过，有理论还认为哥萨克是9至13世纪在该地区生活的卡索克人的后裔，库班的地势使得永久殖民变得十分困难。现代库班哥萨克认为1696年是其部族创始的年份。1784年，下库班被置于俄罗斯帝国治下。此后，在库班的军事殖民成为俄罗斯帝国开疆拓土战略的重要一环。

## 外部連結
- 《当我们在战场上 （页面存档备份，存于）》，库班哥萨克民歌。